# 安在焕
安在焕（韓語：안재환，1972年6月8日—2008年8月22日），已故韩国男演员。1996年考入MBC第25期演员培训班，进入娱乐圈。
與笑星丁善姬在參加某節目制作時相識成爲朋友，又作爲嘉賓出演她所主持的MBC FM4U《正午希望曲》，後來發展成爲戀人。2007年11月17日，兩人於首爾漢南洞凱悅酒店舉行非公開婚禮。
2008年9月8日上午，被發現陳屍於首爾蘆原區下溪洞的一個住宅區胡同所裏停放的轎車內，根據警方推測死亡時間至少在10天前。屍體旁邊留有遺書，車內鐵皮板上面已燃完的蜂窩煤，從這些蛛絲馬跡中判斷其為吸入煤氣導致窒息，自殺身亡。其夫人丁善姬通過友人表示自殺原因是借了高利貸，無力償還而承受巨大壓力。
9月11日上午7時，安在煥的追悼會在首爾江南某聖母醫院結束後，舉行告別式。遺體在京畿道城南市立火葬場火化後，骨灰於當天下午安放在京畿道高陽市追悼公園天門。

## 演出作品

### 電視劇
| 年份   | 电视台 | 剧名               | 角色 |
| ------ | ------ | ------------------ | ---- |
| 1995年 | SBS    | 《洛城阿里郎》     |      |
| 1997年 | MBC    | 《醫家兄弟》       |      |
| 1997年 | MBC    | 《英雄神話》       |      |
| 1999年 | MBC    | 《只有你》         |      |
| 2000年 | KBS    | 《天定情緣》       |      |
| 2000年 | MBC    | 《媽媽姐姐》       |      |
| 2001年 | SBS    | 《外出》           |      |
| 2001年 | KBS    | 《這是愛》         |      |
| 2002年 | SBS    | 《認真生活》       |      |
| 2004年 | KBS    | 《美麗的誘惑》     |      |
| 2004年 | SBS    | 《洪所長的秋天》   |      |
| 2005年 | MBC    | 《秘密男女》       |      |
| 2005年 | SBS    | 《鑽石的眼淚》     |      |
| 2006年 | KBS    | 《新爸爸二十九歲》 |      |
| 2006年 | SBS    | 《雪花》           |      |

### 電影
| 年份   | 片名               | 角色 |
| ------ | ------------------ | ---- |
| 2000年 | 《死亡錄播》       |      |
| 2001年 | 《Woman Partners》 |      |
| 2003年 | 《秀秀秀》         |      |

## 外部連結
- 安在焕在时光网上的簡介（简体中文）